# LOKI97
In crittografia il LOKI97 è un cifrario a blocchi sviluppato nel 1998 da Lawrie Brown e presentato come candidato al processo di standardizzazione dell'AES. Fa parte della famiglia dei cifrari denominata "LOKI": gli altri membri sono il LOKI89 ed il LOKI91, da cui deriva.

## Struttura
Come altri candidati per l'AES, il LOKI97 opera su blocchi di 128 bit con chiavi lunghe 128, 192 o 256 bit.
Come il DES, il LOKI97 è basato su una rete di Feistel bilanciata con 16 passaggi (vedi schema nel box informativo). La rete incorpora due livelli di una rete a sostituzione e permutazione. Il gestore della chiave è anch'esso una rete di Feistel: rispetto a quella principale, non è bilanciata anche se usa la stessa funzione F.

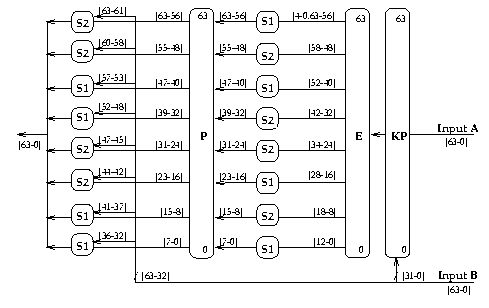
La funzione Feistel del LOKI97

La funzione base dei singoli passaggi è mostrata a lato: essa usa due colonne ognuna con più copie di due funzioni di sostituzione, o S-box: queste funzioni sono progettato per essere altamente non lineari. Le permutazioni prima delle e tra le S-box servono a distribuire meglio e più velocemente il materiale della chiave e l'output delle funzioni di sostituzione.

## Licenza d'uso
Gli autori hanno dichiarato che l'algoritmo non è proprietario ed è liberamente utilizzabile senza pagamento di royalty come possibile sostituto del DES o di altri cifrari a blocchi.

## Sicurezza del cifrario
Il LOKI97 è stato il primo algoritmo presentato come candidato al processo di standardizzazione dell'AES ed è stato velocemente crittanalizzato e violato da Lars Knudsen e Vincent Rijmen nel 1999 utilizzando un attacco basato sulla crittanalisi lineare. Successivamente è stato trovato sensibile a un attacco condotto con la crittanalisi differenziale.